# Lucbardez-et-Bargues
Lucbardez-et-Bargues är en kommun i departementet Landes i regionen Nouvelle-Aquitaine i sydvästra Frankrike. Kommunen ligger i kantonen Mont-de-Marsan-Nord som tillhör arrondissementet Mont-de-Marsan. År 2022 hade Lucbardez-et-Bargues 564 invånare.

## Befolkningsutveckling
Antalet invånare i kommunen Lucbardez-et-Bargues
Referens:INSEE